# Alejandro Zambra
Alejandro Zambra (Santiago del Cile, 1975) è uno scrittore e poeta cileno.

## Biografia
Nato Alejandro Andrés Zambra Infantas a Santiago del Cile nel 1975, dopo le scuole superiori all'Instituto Nacional General José Miguel Carrera, si è laureato in letteratura spagnola all'Università del Cile per poi proseguire gli studi a Madrid specializzandosi in filologia spagnola.
Ha esordito in campo poetico nel 1998 con la raccolta Bahía Inútil, mentre il suo primo romanzo, Bonsai, è uscito nel 2006 e ha ottenuto il Premio de la Crítica Chilena ed è stato trasposto in pellicola cinque anni più tardi.
Nel 2007 è stato incluso nel progetto Bogotá39 che raccoglieva i 39 migliori scrittori under 39 e nel 2011 la rivista britannica Granta lo ha inserito tra i 22 migliori autori in lingua spagnola.

## Opere principali

### Romanzi
- Bonsai (Bonsái, 2006), Vicenza, Neri Pozza, 2007 traduzione di Fiammetta Biancatelli ISBN 978-88-545-0158-4.
- Storie di alberi e bonsai (La vida privada de los árboles, 2007), Palermo, Sellerio, 2018 traduzione di Maria Nicola e Fiammetta Biancatelli ISBN 978-88-389-3800-9.
- Modi di tornare a casa (Formas de volver a casa, 2011), Milano, Mondadori, 2013 traduzione di Bruno Arpaia ISBN 978-88-04-61512-5.
- Poeta cileno (Poeta chileno, 2020), Palermo, Sellerio, 2021 traduzione di Maria Nicola ISBN 978-88-389-4195-5.

### Poesia
- Bahía Inútil (1998)
- Mudanza (2003)

### Racconti
- I miei documenti (Mis documentos, 2013), Palermo, Sellerio, 2015 traduzione di Maria Nicola ISBN 978-88-389-3316-5.
  - Io fumavo benissimo (Racconto da Mis documentos), Palermo, Sellerio, 2018 traduzione di Maria Nicola ISBN 978-88-389-3867-2.
  - Il 34 (.CL Frontera, 2013) Antologia che comprende autori come Ramón Díaz Eterovic, Nona Fernández , Daniel Rojas Pachas y Elicura Chihuailaf, Santiago: Ediciones Universidad Alberto Hurtado ISBN 978-956-8421-74-8.

### Saggi
- No leer (2010)

### Miscellanea
- Risposta multipla: libro di esercizi (Facsímil, 2014), Roma, Sur, 2014 traduzione di Maria Nicola ISBN 978-88-6998-034-3.

## Filmografia
- Bonsái regia Cristián Jiménez (2011) (soggetto)

## Premi e riconoscimenti
- Premio Altazor de las Artes Nacionales: 2012 per Modi di tornare a casa
- Prins Claus Prijs: 2013
- Premio Municipal de Literatura de Santiago: 2014 per I miei documenti